# Analyta sigulalis
Analyta sigulalis là một loài bướm đêm trong họ Crambidae.